# Johanna I av Brabant
Johanna I av Brabant, född 1322, död 1406, var monark (hertiginna) i Brabant, Lothier och Limburg från 1355 till 1406. 
Hon var dotter till Johan III av Brabant och Marie d'Évreux och gift 1334 med greve Vilhelm IV av Holland (1307–1345) och 1352 med hertig Wenzel I av Luxemburg (1337–1383). Johanna dog barnlös och hennes arvinge blev genom överenskommelse hennes systerdotterson Anton av Burgund.

## Biografi
Johannas ställning som tronarvinge bekräftades 1349 av kejsaren. Hon fick en son under sitt första äktenskap, men han dog tidigt. Hon skadades under förlossningen och kunde sedan inte få fler barn. 
Vid sitt trontillträde 1355 utfärdade hon Brabants berömda lagsamling, Blijde Inkomst. Dokumentet bekräftade alla de då rådande privilegierna för Brabants innevånare. Det försäkrade också tronföljden åt hennes syskonbarn och förhindrade att tronen övergick i makens familj genom äktenskap. Hennes svåger Ludvig II av Flandern ifrågasatte dock hennes anspråk och gjorde själv anspråk på tronen jure uxoris. Detta utlöste arvskriget i Brabant 1355–1357. Tvisten bilades genom medling av kejsaren. 
Johanna förde en luxuös livsstil, agerade beskyddare för bildkonst, musik och litteratur på både holländska och franska och älskade spel, där hon förlorade stora summor. Johanna åtnjöt stor respekt för sin diplomatiska förmåga i det samtida Europa, och sades vara inblandad i mycket av den samtida utrikespolitiken. Däremot ska hon inte ha ägnat sig så mycket åt styrelsen av sitt eget land förrän efter makens död, och hans fångenskap under 1370–1371 och hans död 1383 var därför kritiska perioder för henne. 
Vid hennes makes död 1383 befann sig Johanna i en riskabel position, eftersom hon saknade tronarvingar, vilket gjorde att Brabant riskerade att dras in av kejsaren. Hennes naturliga arvingar var hennes systers dottersöner, som också var arvtagare till Burgund. För att undvika att Brabant blev en del av Burgund, utsåg hon en av de yngre sönerna, Anton av Burgund, till sin arvtagare. 
Under sina sista år blev Johanna allt mer religiös och så småningom senil, och år 1404, två år före sin död, övertog Anton styrelsen som hennes ställföreträdande regent.